# Musée Mémoire et tolérance
Le musée mémoire et tolérance (en espagnol : Museo Memoria y Tolerancia) est un musée de Mexico, ouvert en octobre 2010, consacré à l'histoire des génocides.